# Fuerte Jesús, María, José de Río Grande

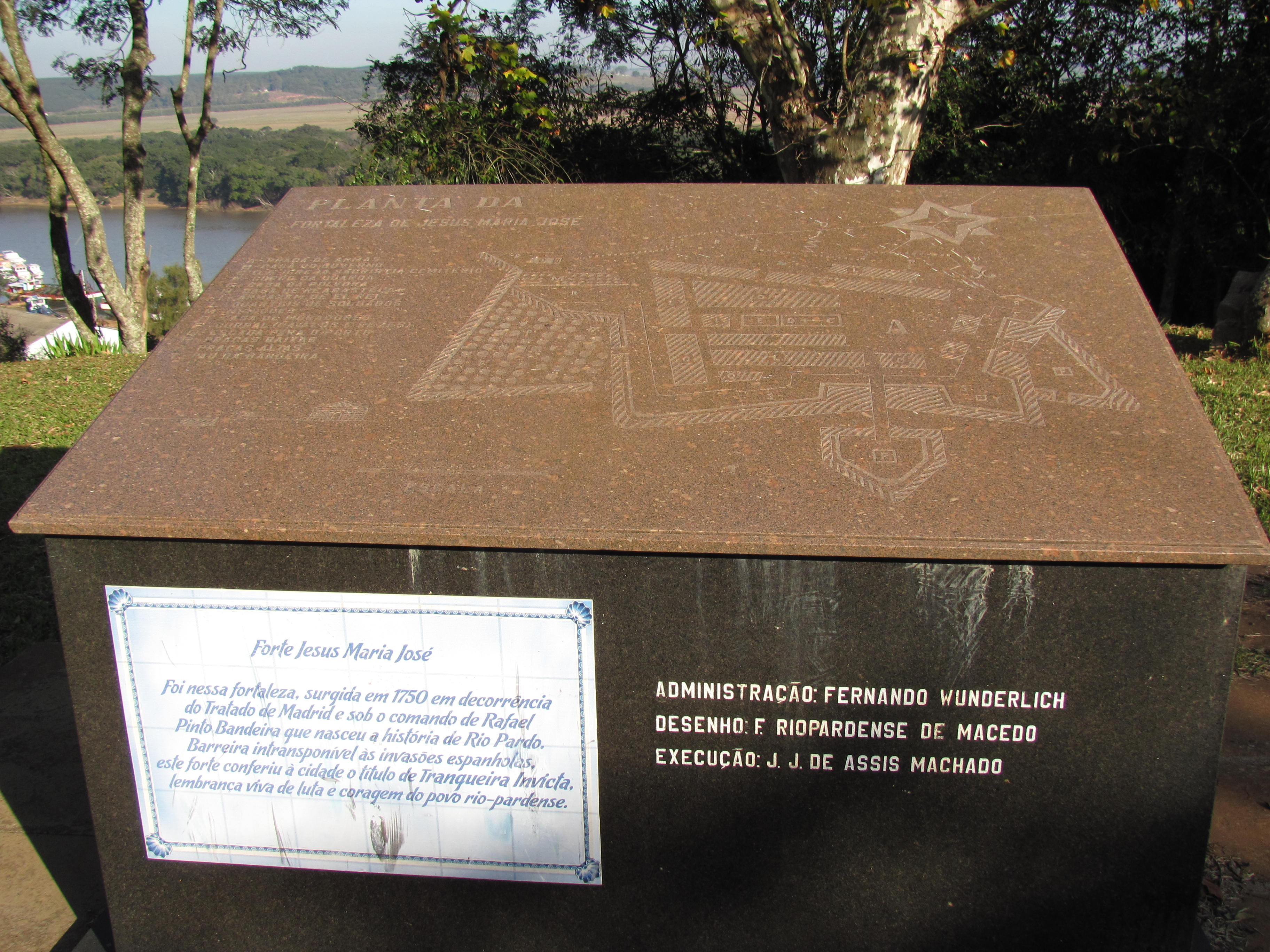
Placa conmemorativa del Forte Jesus, Maria, José de Rio Grande

El Fuerte Jesus, Maria, José de Río Grande fue un fuerte localizado en la margen derecha de la barra del río Grande (actual Laguna de los Patos), núcleo de la población (actual ciudad) de Río Grande, en el litoral del estado de Río Grande del Sur, en el Brasil.

## Historia
Su historia remonta a una fortificación iniciada por el ingeniero militar, brigadier José da Silva Paes, el 19 de febrero de 1737, en un área fortificada provisoriamente por el lado de la campaña por el coronel de ordenanzas Cristóvão Pereira de Abreu (importante criador portugués de ganado), que lo protegía en tierra, y se destinaba a servir de alojamiento a la tropa de 1ª línea de la expedición. Este presidio (colonia militar), bajo la invocación de Jesús, María, José (Presidio de Jesús, María, José), constituyó el núcleo de la Colônia do Rio Grande de São Pedro (Colônia de São Pedro), fundada oficialmente en mayo de 1737, consonante con las órdenes recibidas del gobernador de la Capitanía de Río de Janeiro, Gomes Freire de Andrade (1733-1763). La elección del lugar, también como su colonización con el establecimiento de estancias de ganado, permitía apoyar a las comunicaciones por tierra entre Laguna y la Colonia del Sacramento, también como ofrecía apostadero seguro a las comunicaciones marítimas en aquel trecho de la costa, particularmente hostil a la navegación.
Con el formato de un polígono irregular fue erguido como una empalizada de madera retirada de la vecina isla de los Marineros, con los muros calzados por plataformas de tierra apilada. Poseía un foso seco como complemento a su defensa.
Fue conquistado por tropas españolas al mando del gobernador de la Gobernación del Río de la Plata, Pedro de Ceballos en abril de 1763, quién ocupó además la margen izquierda de aquel desaguadero, esta última retomada por orden del gobernador de la Capitanía de Río Grande de San Pedro, coronel José Custodio de Sá e Faria en 1767. Fue relatado por el coronel Rêgo Monteiro en 1777.
En el siglo XIX, sus dependencias albergaban el Regimento de Cavalaria de Dragões do Rio Grande do Sul. SOUZA (1885) menciona que, por la importancia de la posición en relación con el único puerto y a la ciudad más comercial de la Provincia del Río Grande del Sur, esta fortificación fue considerada de 1ª clase por el Aviso del 27 de junio de 1857.
Engullido posteriormente por el progreso urbano, su perímetro coincidiría aproximadamente con la actual Praça Sete de Setembro, en la ciudad de Río Grande.